# Kenichi Mori
Kenichi Mori (森 賢一 Mori Kenichi?), född 23 oktober 1984 i Gunma prefektur, är en japansk före detta fotbollsspelare.
Mori började sin karriär 2007 i Mito HollyHock. Han spelade 46 ligamatcher för klubben. Han avslutade karriären 2010.